# Legge di Prevost
In fisica termodinamica la legge di Prevost afferma che il bilancio netto di energia, ossia la quantità di calore scambiato {\displaystyle {Q_{s}}\ } , è pari alla differenza fra il calore emesso {\displaystyle {Q_{e}}\ } e quello ricevuto {\displaystyle {Q_{r}}\ } :
{\displaystyle Q_{s}=Q_{e}-Q_{r}=Q_{e}-a\cdot Q_{i}}
che si ottiene sfruttando la relazione fra quantità di calore ricevuto {\displaystyle {Q_{r}}\ } , coefficiente di assorbimento {\displaystyle a} ed quantità di calore incidente {\displaystyle {Q_{i}}\ } .
Tale legge ha carattere generale e può essere usata per estendere la legge di Legge di Stefan-Boltzmann ai corpi grigi.
La legge è intitolata al fisico e filosofo svizzero Pierre Prevost (Ginevra 1751 - ivi 1839).